# Blanche (musique)
Pour les articles homonymes, voir Blanche.

La blanche et la demi-pause

Dans le solfège, la blanche est une figure de note représentée par une tête ovale de couleur blanche, attachée à une hampe. La position de cet ovale sur la portée indique la hauteur.
La durée de la blanche équivaut à la moitié d'une ronde, au double d'une noire, au quadruple d'une croche, à l'octuple d'une double croche, etc.
Dans une mesure chiffrée 4/4, la blanche vaut deux temps, soit la moitié de la mesure.

## La demi-pause
Le silence ayant la même durée que la blanche est la demi-pause.

## Caractère
En Unicode, le symbole est :
- U+1D15E 𝅗𝅥 symbole musical blanche (HTML : &#119134;)